# Place Stanislas
Place Stanislas, i dagligt tal känt som Place Stan', är ett stort torg för fotgängare i staden Nancy i nordöstra Frankrike. Sedan 1983 har den arkitektoniska helheten bestående av Place Stanislas, Place de la Carrière och Place d'Alliance funnits med på Unescos lista över världsarv. Arkitekturen och monumenten är mer typiska för en huvudstad än för en stad i landsorten.

## Historia
Torget var ett övergripande projekt inom den urbana stadsplaneringen, uttänkt av Stanisław Leszczyński, hertig av Lorraine och före detta kung av Polen-Litauen som ett sätt att länka samman den gamla delen av Nancy med den nya stadsdelen som uppfördes under Karl III på 1600-talet. Torget skulle också bli ett place royale (kungligt torg) för att ära Stanislas svärson, Ludvig XV. Genom planen länkade man samman två vackra byggnader som redan existerade, Hôtel de Ville (kommunhuset), idag i mitten av kvarteret, och Hôtel du Gouvernement. Nancys stadsfullmäktige och hertigdömets regering hade sina säten mitt emot varandra vid denna tid.
Torget och de omgivande byggnaderna, som förenas genom en stor arkitektonisk harmoni, ritades av den kungliga arkitekten Emmanuel Héré de Corny (1705–63). Byggandet påbörjades i mars 1752 och avslutades i november 1755. Barthélémy Guibal och Paul-Louis Cyfflé skapade en bronsstaty av Ludvig XV, som stod i mitten av torget till dess att den flyttades under Franska revolutionen och ersattes med en enkel bevingad figur. Torgets namn änderades till "Place du Peuple", och senare "Place Napoléon". År 1831 sattes en bronsstaty som avbildar Stanisław (Stanislas på franska) upp i mitten av torget, som sedan dess är känt som "Place Stanislas".
Torget har alltid använts för allmänna samlingar och festligheter, men har undergått flera förändringar under årens lopp och även varit parkeringsplats mellan 1958 och 1983. Under 2004 och 2005 genomgick torget en mycket omfattande restaurering, inspirerad av de ursprungliga 1700-talsplanerna. Tiomånadersprojektet kostade omkring 9 miljoner euro. Återinvigningen av Place Stanislas i maj 2005 sammanföll med torgets 250-årsjubileum.

## Beskrivning

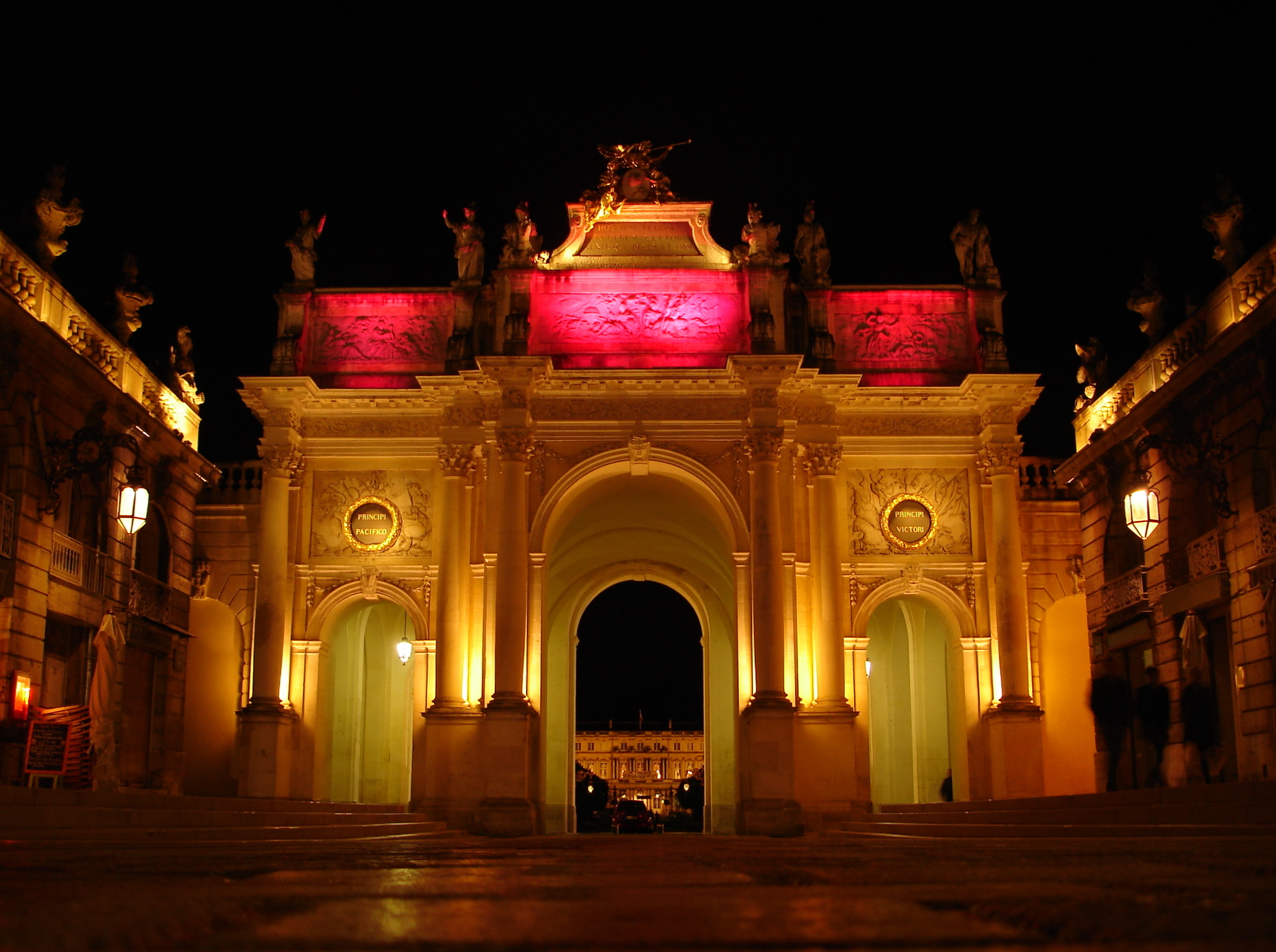
Triumfbågen Arc Héré nattetid.

Place Stanislas är 125 meter långt och 106 meter brett. Det är täckt med ljusa ockrastenar med två linjer mörka stenar som formar ett diagonalt korsmotiv. Torget omges av en arkitektoniskt harmonisk samling byggnader, varav de intressantaste är:
- Nancys stadshus (Hôtel de Ville), som upptar torgets hela sydsida med Préfecture of Meurthe-et-Moselle o det sydöstra hörnet.
- I öster, Opéra-Theâtre (förr biskopens palats) och Grand Hôtel (ursprungligen Hôtel de la Reine).
- I väster, Musée des Beaux Arts (Fine Arts Museum), ursprungligen Collège de Médecine) och Pavillon Jacquet.
- Norrsidans byggnader hölls lägre av försvarsskäl (för att tillåta korseld mellan bastionerna Vaudemont and Haussonville).

En triumfbåge av Héré finns i mitten av den fjärde sidan (mittemot stadshuset) och leder till det anslutande Place de la Carrière, där huvudaxeln utvecklas till en trädaveny, med symmetriska byggnader mitt emot varandra över hela dess längd.
I dess andra ände ligger Place d'Alliance, som utmärks av hemicykler av kolonner som omsluter sidorna och bärs genom den redan tidigare existerande Palais du Gouvernement.

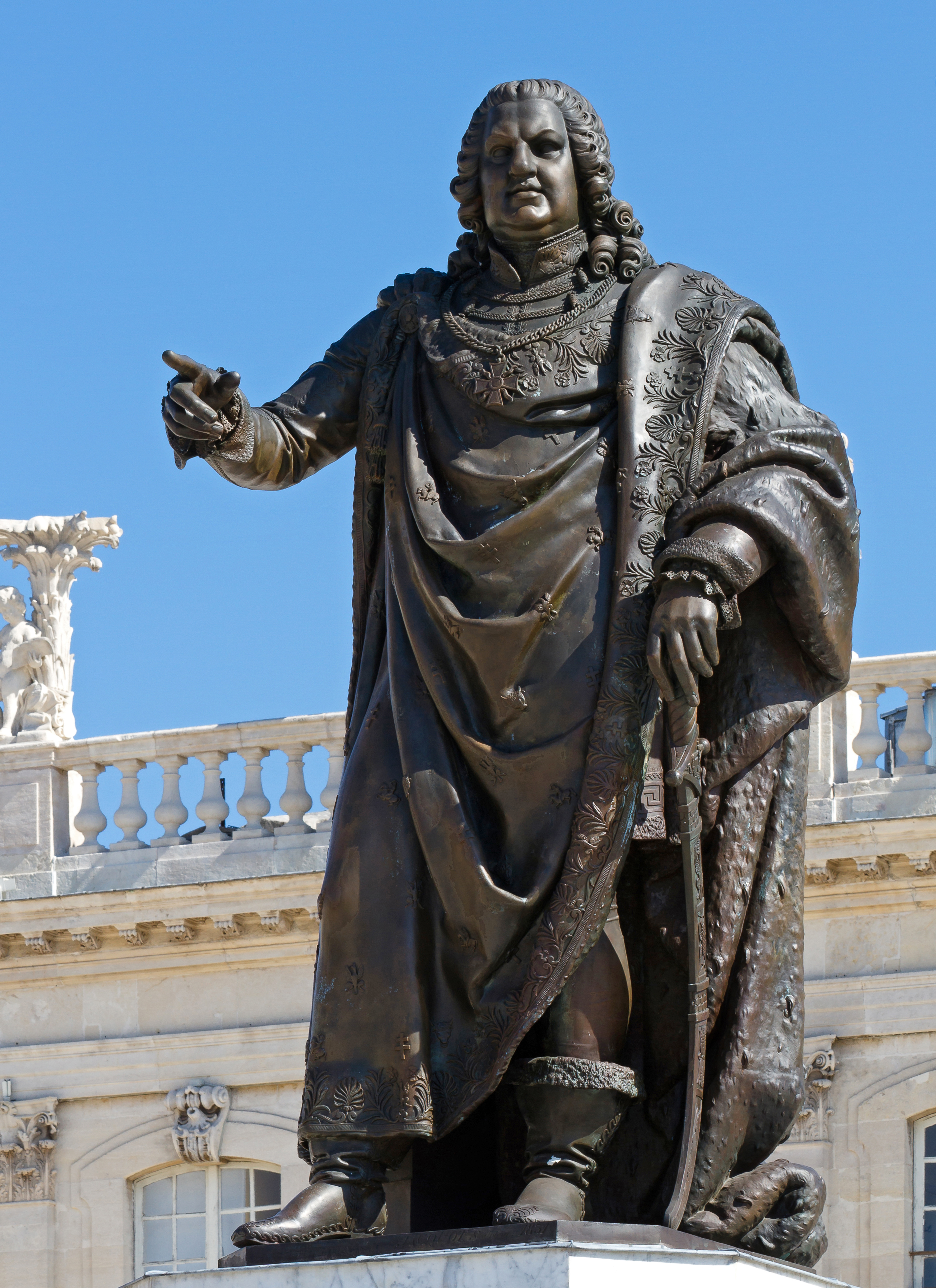
Statyn av Stanislas Leszczyński.

Statyn i mitten av Place Stanislas skapades av Georges Jacquot och visar Stanislas stående, klädd i fotsid rock med ett svärd i sin vänstra hand och med sin högra hand pekande mot norr. På den höga marmorpiedestalen finns en inskription med följande lydelse:
| • Södra sidan : | "Stanislas Leszczynski, Roi de Pologne, Duc de Lorraine et de Bar, 1737-1766"        |
|                 | (Stanislas Leszczynski, kung av Polen, hertig av Lorraine och Bar, 1737-1766)        |
| • Norra sidan : | "A Stanislas le Bienfaisant, la Lorraine Reconnaissante, 1831, Meurthe-Meuse-Vosges" |
|                 | (Till Stanislas välgöraren från ett tacksamt Lorraine, 1831, Meurthe-Meuse-Vosges)   |

De fyra hörnen samt västra och östra sidan av torget har smidda och förgyllda järnportar med lanternor, skapade av Jean Lamour (1698–1771), som också ansvarade för den smidda järnbalustraden till huvudtrappan inne i stadshuset samt balkongen längs med mittdelen av dess huvudfasad. De nordvästra och nordöstra hörnen har även ornamenterade fontäner ritade av Barthélémy Guibal (1699–1757).